# آبلاردو گاندیا والدس
آبلاردو گاندیا والدس (اسپانیایی: Abelardo Gandía Valdés‎؛ زادهٔ ۵ سپتامبر ۱۹۷۷) دوچرخه‌سوار اهل اسپانیا است.